# Далмацій Молодший
Далмацій Молодший (*Dalmatius, д/н —†337) — державний діяч Римської імперії, цезар (молодший імператор) у 335–337 роках.

## Життєпис
Походив з династії Костянтина. Син Флавія Юлія Далмація, цезаря та цензора часів імператора Костянтина Великого. Народився у Толосі (сучасна Тулуза, Франція). Здобув тут класичну освіту. У середині 320-х років разом із батьком перебрався до Константинополя. Відзначився придушенням повстання на о. Кіпр.

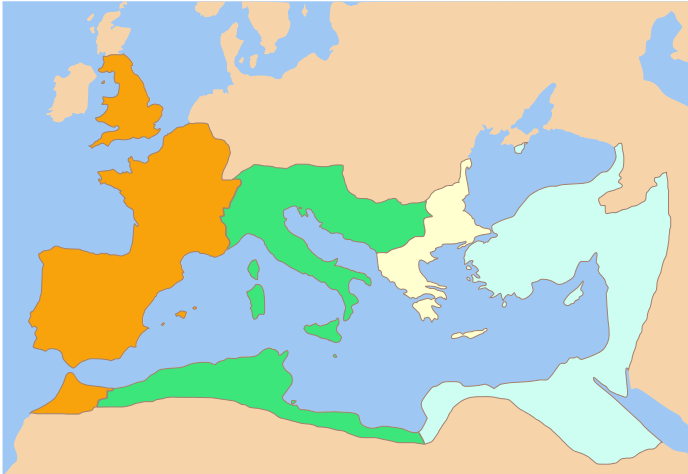
Володіння Далмація Молодшого (позначено білим кольором)

 У 335 році отримує титул цезаря, а також стає керівником провінцій Фракія, Ахайя, Македонія. Свою ставку розташував у місті Наїса (сучасний Ніш, Сербія). У 337 році, через деякий час після смерті Костянтина Великого, проти Далмація Молодшого виступив Констанцій II. Втім до битви справа не дійшла — Далмація вбили власні легіонери.